# 異国叢書
『異国叢書』（いこくそうしょ）は、16世紀から19世紀にかけて来日した西洋人の、日本に関する見聞録・研究書などを日本語訳して刊行した叢書である。1927年（昭和2年） - 1931年（昭和6年）刊、全13巻。続編として『新異国叢書』（1968年（昭和43年） - 2005年（平成17年）刊、全35巻・索引1巻）がある。

## 概要
『異国叢書』全13巻は1927年（昭和2年） - 1931年（昭和6年）に刊行された。当初は聚芳閣から刊行される予定だったが、『耶蘇会士日本通信 上巻』1冊を出したのみで、残りの巻はすべて駿南社から刊行されている。戦国時代末期のイエズス会史料から江戸時代後期のフィリップ・フランツ・フォン・シーボルトに至る、日欧交渉史の重要文献を日本語訳した叢書である（ただし、『増訂異国日記抄』は日本語史料の翻刻）。続篇としてさらに6巻の刊行が予定されていたが、実現しなかった。
その後、帝国教育会出版部から『続異国叢書』全6巻の出版が計画されたが、『耶蘇会士日本通信 豊後篇』2巻（1936年）の刊行のみにとどまった。この2巻分はのちに『新異国叢書』に再録されている。
駿南社版『異国叢書』の発行者だった奥川栄は、その後、自らの経営する奥川書房から、簡素版を1941年（昭和16年）に再刊している。
戦後、雄松堂書店が1966年（昭和41年）に改訂復刻版『異国叢書』を刊行した。さらに、同社は『新異国叢書』の刊行を企画し、第I輯（1968年 - 1970年、13巻）、第II輯（1982年 - 1985年、10巻）、第III輯（2002年 - 2004年、10巻）の全35巻を刊行した（第II輯刊行中の1983年に出版部門が分社化されたため、以後は雄松堂出版の発行となっている）。第I輯には使節などの公式記録、第II・III輯には幕末・維新期の個人的な日記・紀行・見聞記などが収められている。編集委員は第I・II輯が岩生成一・洞富雄・岡田章雄・沼田次郎、第III輯が片桐一男・金井圓・宮永孝である。他に、2005年（平成17年）に刊行された総索引がある。
雄松堂出版は、改訂復刻版『異国叢書』を2005年にオンデマンド版として再刊した。2016年（平成28年）に雄松堂書店が丸善に吸収合併されたことにともない、2016年現在は丸善雄松堂が発行している。
姉妹編に『東西交流叢書』（全13冊、1986年～2010年に出版）があり、主に「新異国叢書」訳者の伝記研究を刊行している。
なお収録の訳書は、必ずしも全訳というわけではない。たとえばシーボルト『江戸参府紀行』『日本交通貿易史』は『日本』の抄訳、ケンプェル『江戸参府紀行』は『日本誌』の抄訳、クルウゼンシュテルン『日本紀行』は『世界周航記』の抄訳である。また、一部の翻訳（村上直次郎・呉秀三・斎藤阿具・岩生成一の訳）は文語訳となっている。

## 目録

### 異国叢書
『耶蘇会士日本通信 上巻』（聚芳閣）を除き、すべて駿南社から刊行。電子書籍版で再刊
1. 『耶蘇会士日本通信 上巻』（村上直次郎訳、渡辺世祐註、1927年5月1日発行） NDLJP:1186696 NDLJP:1876390 - 本巻のみ聚芳閣より刊行。
2. 『シーボルト江戸参府紀行』（呉秀三訳註、1928年2月20日発行）NDLJP:1179836 NDLJP:1876406
3. 『耶蘇会士日本通信 下巻』（村上直次郎訳、渡辺世祐註、1928年3月20日発行） NDLJP:1186699 NDLJP:1876415
4. 『ツンベルグ日本紀行』（山田珠樹訳註、1928年6月15日発行）NDLJP:1179833 NDLJP:1876426
5. 『ヅーフ日本回想録 フィッセル参府紀行』（斎藤阿具訳註、1928年8月10日発行）NDLJP:1179830 NDLJP:1876433
6. 『ケンプェル江戸参府紀行 上巻』（呉秀三訳註、1928年9月15日発行）NDLJP:1876448
7. 『ドン・ロドリゴ日本見聞録 ビスカイノ金銀島探検報告』（村上直次郎訳註、1929年4月10日発行）
8. 『シーボルト日本交通貿易史』（呉秀三訳註、1929年5月15日発行）NDLJP:1876473
9. 『ケンプェル江戸参府紀行 下巻』（呉秀三訳註、1929年6月10日発行）NDLJP:1195335 NDLJP:1876490
10. 『慶元イギリス書翰』（岩生成一訳註、1929年） - 慶長16年（1611年）から元和2年（1616年）までの英文書簡116通の日本語訳。
11. 『異国往復書翰集 増訂異国日記抄』（1929年9月10日発行） NDLJP:1186704 NDLJP:1876513
  1. 『異国往復書翰集』（村上直次郎訳註）
  2. 『増訂異国日記抄』（村上直次郎校註） - 『異国日記抄』（三秀舎、1911年）の増補。
12. 『クルウゼンシュテルン日本紀行 上巻』（羽仁五郎訳註、1931年8月25日発行）
13. 『クルウゼンシュテルン日本紀行 下巻』（羽仁五郎訳註、1931年9月25日発行）

#### 異国叢書続篇（未刊）
続篇として以下6巻が計画されたが、駿南社が廃業し未刊行となった。
- 『マイラン氏・日蘭貿易史』（呉秀三訳註） - 『新異国叢書』第III輯第1巻に『メイラン 日本』で刊。
- 『ジョン・セーリス日本渡航記』（村川堅固・岩生成一共訳註） - 村川堅固訳『日本渡航記』（十一組出版部、1944年9月5日発行） NDLJP:1043673 として刊、『新異国叢書』第I輯第6巻で改訂再刊。
- 『ファレンタイン日本誌』（新村出註・板沢武雄訳） - フランソワ・ファレンタイン（英語版）の『新旧東インド誌』の一部。日本語訳は未刊。
- 『日本関係西籍解題』全2巻（石田幹之助編著） - 未刊。
- 『エルジン卿日本奉使記』（村上直次郎訳註） - 『新異国叢書』第I輯第9巻に『エルギン卿 遣日使節録』で刊行。

他にも、聚芳閣が初刊広告で挙げた書目のうち、未刊行だったのは『慶元オランダ書翰』（村上直次郎訳註）がある。
『異国叢書』以外で、駿南社で刊行した関連書目に、アレキサンデル・シーボルト（長男）『シーボルトの最終日本紀行』（小沢敏夫訳註、1931年）がある。

#### 奥川書房発行稀覯本
「異国叢書」の再版であるが、「異国叢書」の名称は用いられておらず、巻末広告では「奥川書房発行稀覯本」となっている。全13巻の再刊を予定していたが未完に終わった模様。
- 『ドン・ロドリゴ日本見聞録 ビスカイノ金銀島探検報告』（1941年）
- 『ツンベルグ日本紀行』（1941年12月10日発行）NDLJP:1043693 NDLJP:1877837
- 『ヅーフ日本回想録 フィッセル参府紀行』（1941年12月10日発行）NDLJP:1043650

#### 改訂復刻版「異国叢書」
雄松堂書店、1966年9月発行。オンデマンド版2005年5月発行
1. 『異国往復書翰集 増訂異国日記抄』 ISBN 978-4-8419-3011-5
2. 『クルウゼンシュテルン日本紀行 上巻』 ISBN 978-4-8419-3012-2
3. 『クルウゼンシュテルン日本紀行 下巻』 ISBN 978-4-8419-3013-9
4. 『慶元イギリス書翰』 ISBN 978-4-8419-3015-3
5. 『ケンプェル江戸参府紀行 上巻』 ISBN 978-4-8419-3016-0
6. 『ケンプェル江戸参府紀行 下巻』 ISBN 978-4-8419-3017-7
7. 『シーボルト江戸参府紀行』 ISBN 978-4-8419-3018-4
8. 『シーボルト日本交通貿易史』 ISBN 978-4-8419-3019-1
9. 『ヅーフ日本回想録 フィッセル参府紀行』 ISBN 978-4-8419-3020-7
10. 『ツンベルグ日本紀行』 ISBN 978-4-8419-3021-4
11. 『ドン・ロドリゴ日本見聞録 ビスカイノ金銀島探検報告』 ISBN 978-4-8419-3022-1
12. 『耶蘇会士日本通信 上巻』 ISBN 978-4-8419-3023-8
13. 『耶蘇会士日本通信 下巻』 ISBN 978-4-8419-3024-5

### 続異国叢書
帝国教育会出版部から刊行。
1. 『耶蘇会士日本通信 豊後篇 上巻』（村上直次郎訳註、1936年5月20日発行） NDLJP:1172304 NDLJP:1878829
2. 『耶蘇会士日本通信 豊後篇 下巻』（村上直次郎訳註、1936年9月15日発行） NDLJP:1172315 NDLJP:1878835

のち増補の上、『新異国叢書』第I輯第1・2巻に『イエズス会士日本通信』の題で再録。
続刊として以下が計画されていた。
- 『ファレンタイン日本志』（新村出・板沢武雄訳註）
- 『日本関係西籍解題』（石田幹之助編）
- 『日本渡航記』（ジョン・セーリス、村川堅固訳註）
- 『日本大王国志』（フランソア・カロン、幸田成友訳註） - 1948年11月に東洋堂から刊行、のち平凡社東洋文庫から再刊。

### 新異国叢書
雄松堂書店・雄松堂出版から刊行。

#### 第I輯
1. 『イエズス会士 日本通信 上』（村上直次郎訳、柳谷武夫編、1968年12月） ISBN 4-8419-0171-X
2. 『イエズス会士 日本通信 下』（村上直次郎訳、柳谷武夫編、1969年2月） ISBN 4-8419-0254-6 - 『続異国叢書』所収『耶蘇会士日本通信 豊後篇』、および『耶蘇会年報 上巻』（長崎市役所、1926年9月15日発行） NDLJP:1020380 を再編集したもの。『異国叢書』の『耶蘇会士日本通信』との重複はない。
3. 『イエズス会 日本年報 上』（村上直次郎訳、柳谷武夫編、1969年5月） ISBN 4-8419-1000-X
4. 『イエズス会 日本年報 下』（村上直次郎訳、柳谷武夫編、1969年11月） ISBN 4-8419-1001-8 - 『耶蘇会の日本年報』（拓文堂、第1輯1943年1月18日発行 NDLJP:1041119 NDLJP:1918977、第2輯1944年2月27日発行 NDLJP:1041121）を再編集したもの。
5. 『デ・サンデ（中国語版） 天正遣欧使節記』（泉井久之助・長沢信寿・三谷昇二・角南一郎共訳、1969年） ISBN 4-8419-1002-6
6. 『セーリス 日本渡航記　ヴィルマン 日本滞在記』（各・岩生成一校訂、1970年2月） ISBN 4-8419-1003-4
  1. セーリス『日本渡航記』（村川堅固訳）
  2. ヴィルマン『日本滞在記』（尾崎義訳）
7. 『ティチング 日本風俗図誌』（沼田次郎訳、1970年12月） ISBN 4-8419-0172-8
8. 『ペリー 日本遠征随行記』（サミュエル・ウェルズ・ウィリアムズ著、洞富雄訳、1970年7月） ISBN 4-8419-1004-2 - のち講談社学術文庫で再刊（2022年7月）。
9. 『エルギン卿 遣日使節録』（ローレンス・オリファント著、岡田章雄訳、1968年11月） ISBN 4-8419-1005-0
10. 『ポンペ 日本滞在見聞記』（沼田次郎・荒瀬進共訳、1968年10月） ISBN 4-8419-1006-9
11. 『ゴンチャローフ 日本渡航記』（高野明・島田陽共訳、1969年4月） ISBN 4-8419-1007-7 - のち講談社学術文庫で再刊（2008年7月）。
12. 『オイレンブルク 日本遠征記 上』（中井晶夫訳、1969年） ISBN 4-8419-1008-5
13. 『オイレンブルク 日本遠征記 下』（中井晶夫訳、1969年） ISBN 4-8419-1009-3
14. 『アンベール 幕末日本図絵 上』（高橋邦太郎訳、1969年） ISBN 4-8419-1010-7
15. 『アンベール 幕末日本図絵 下』（高橋邦太郎訳、1970年） ISBN 4-8419-1011-5

#### 第II輯
1983年5月発行の『ディアス・コバルビアス 日本旅行記』から、発行所が雄松堂出版に変更されている。
1. 『ペリー 日本遠征日記』（金井圓訳、1985年10月） ISBN 4-8419-0061-6
2. 『ハイネ 世界周航日本への旅』（中井晶夫訳、1983年11月） ISBN 4-8419-0203-1
3. 『グレタ号 日本通商記』（F・A・リュードルフ著、中村赳訳、小西四郎校訂、1984年1月） ISBN 4-8419-0204-X
4. 『ホジソン 長崎函館滞在記』（多田實訳、1984年9月） ISBN 4-8419-0286-4
5. 『ヘールツ 日本年報』（庄司三男訳、1983年9月） ISBN 4-8419-0206-6
6. 『シュリーマン 日本中国旅行記 パンペリー 日本踏査紀行』(1982年12月） ISBN 4-8419-0207-4
  1. シュリーマン『日本中国旅行記』（藤川徹訳）
  2. パンペリー『日本踏査紀行』(伊藤尚武訳）
7. 『ディアス・コバルビアス（スペイン語版） 日本旅行記』（大垣貴志郎・坂東省次共訳、1983年5月） ISBN 4-8419-0208-2
8. 『ギメ 東京日光散策 レガメ 日本素描紀行』（青木啓輔訳、1983年7月） ISBN 4-8419-0209-0
9. 『グラント将軍 日本訪問記』（ジョン・ラッセル・ヤング（英語版）著、宮永孝訳、1983年2月） ISBN 978-4-8419-0519-9
10. 『クロウ 日本内陸紀行』（岡田章雄・武田万里子共訳、1984年7月） ISBN 4-8419-0287-2

#### 第III輯
1. 『メイラン 日本』（庄司三男訳、2002年1月） ISBN 4-8419-0293-7
2. 『マローン（ドイツ語版） 日本と中国』（眞田収一郎訳、2002年3月） ISBN 4-8419-0294-5
3. 『バード 日本紀行』（楠家重敏・橋本かほる・宮崎路子共訳、2002年8月） ISBN 4-8419-0295-3
4. 『スポルディング 日本遠征記　オズボーン 日本への航海』（2002年6月） ISBN 4-8419-0296-1
  1. スポルディング『日本遠征記』（島田孝右訳）
  2. オズボーン（英語版）『日本への航海』（島田ゆり子訳）
5. 『モースのスケッチブック』（中西道子著、2002年10月） ISBN 4-8419-0297-X
6. 『レフィスゾーン 江戸参府日記』（片桐一男訳、2003年4月） ISBN 4-8419-0298-8
7. 『スミス（英語版） 日本における十週間』（宮永孝訳、2003年6月） ISBN 4-8419-0299-6
8. 『アーノルド ヤポニカ』（岡部昌幸訳、2004年1月） ISBN 4-8419-0300-3
9. 『シェイス オランダ日本開国論』（小暮実徳訳、2004年8月） ISBN 4-8419-0301-1
10. 『ドゥーフ 日本回想録』（永積洋子訳、2003年8月） ISBN 4-8419-0302-X

#### 総索引
- 『新異国叢書 総索引』（雄松堂出版編集部編、2005年7月） ISBN 978-4-8419-0381-2